# 1016
Cette page concerne l'année 1016  du calendrier julien.
L'année 1016 est une année bissextile qui commence un dimanche.

## Événements
- 10 mars : abdication de Sanjō. L’empereur du Japon Go-Ichijō monte sur le trône à l'âge de huit ans le 18 mars. Son grand-père Fujiwara no Michinaga devient régent (sesshō)[1].
- Juin : le Ziride Badis meurt alors qu'il assiège son oncle Hammad Ibn Bologhine dans la Kalâa des Béni Hammad. Début du règne de al-Mu'izz, gouverneur Ziride d’Ifriqiya (fin en 1062)[2].
  - Hammad Ibn Bologhine (mort en 1022) se déclare indépendant des Zirides en fondant la dynastie Hammadide quand son neveu Badis ben Mansur de Kairouan veut le relever de ses fonctions de gouverneur (1014-1015). Après la mort de Badis, le Ziride Al-Muizz ben Badis, fils de Badis, reconnait en 1017 l’indépendance des Hammadides qui règneront sur le Maghreb central (Algérie) jusqu'en 1152[2].

- Les Sailendra de Sriwijaya (Sumatra) entreprennent une expédition contre le royaume rival de Mataram à Java dont ils tuent le roi Dharmawangsa (en)[3]. La sœur de celui-ci, Mahendradatta, mariée avec le prince balinais Udayana, a un fils né vers 1001, Airlangga, qui parvient à réunifier le royaume autour de Kahuripan.

### Europe
- Janvier : l’empereur Basile II envoie une flotte contre les Khazars pour soutenir les Russes. Les Byzantins occupent la Khazarie (Crimée)[4].
- 31 janvier : mort de l’évêque de Langres Brunon de Roucy. Son successeur Lambert de Bassigny laisse entrer les troupes du roi des Francs Robert II le Pieux dans Dijon[5]. La conquête de la Bourgogne, commencée en 1003, est achevée ; Robert place son fils Henri à la tête du duché tandis que Otte-Guillaume conserve le comté de Bourgogne, de Mâcon et de Besançon[6].

- 25 mars : bataille de Nesjar (ou le 3 avril 1015[7]). Olaf II Haraldsson reprend la Norvège aux Danois. Il unifie la Norvège après sa victoire navale sur le jarl Sveinn et les autres chefs coalisés à Nesjar, puis s’établit à Nidarós (Trondheim) d’où il règne sur la Norvège jusqu'en 1030. Le travail d’unification est lié à une campagne de conversion systématique et efficace au christianisme[8]. Olaf II le Gros favorise notamment la conversion des Gutnar, habitants de l’île de Gotland[9].

- 23 avril - 30 novembre : règne d'Edmond II Côte-de-Fer (Ironside, 981-1016), roi d’Angleterre[10]. À la mort d’Æthelred II, les Danois tentent d’assiéger Londres sans succès. Edmond Ironside essaie de les déloger, en vain. Il parvient à surprendre l’armée de Knud à Otford, et la bat.

- Avril : invention du chef de saint Jean-Baptiste à Saint-Jean-d'Angély en présence de Guillaume V d'Aquitaine, du roi Robert II et du comte Eudes de Champagne[11].

- 6 juillet : Foulques III d'Anjou allié à Herbert du Maine bat Eudes II de Blois à la bataille de Pontlevoy[12].

- Août : l'empereur byzantin Basile II prend la forteresse de Moglena aux Bulgares réduits aux hautes terres de la Pélagonie ; à l'automne il marche vers l'ouest et profite de la guerre civile en Bulgarie pour occuper Ohrid[13].

- 18 octobre : Knud prend sa revanche sur les Londoniens d’Edmond à la bataille d'Assandun ou d'Ashingdon dans l’Essex, grâce à la trahison d’Eadric Streona. Maître de l’Angleterre, Knud compose avec Edmond, qui reste menaçant, en lui concédant l’Essex[10].
- 30 octobre : consécration de l'église l'abbaye Saint-Bénigne de Dijon[5].

- 30 novembre : mort d’Edmond II Côte-de-Fer, peut-être assassiné[10]. Le Danois Knud le Grand (Canut) devient seul roi d’Angleterre (fin en 1035).

- Les troupes de l'émir de Dénia Mujāhid al-‘Āmirī sont chassées de Sardaigne par les Pisans et les Génois[14].
- Environ 250 Normands dirigés par les 5 frères Quarrel, Osmond, Rainulf, Asclettin, Giselbert Buatère et Raulf, arrivent en Italie du Sud à l'appel du prince lombard de Salerne Gaimar en qualité de mercenaires contre les Byzantins d'Apulie. Après de rudes combats à Canne, ils sont cependant vaincus en 1018 par les forces byzantines (formées notamment de la célèbre garde varangienne)[15].
- Concile de Verdun-sur-le-Doubs en présence d'Odilon de Cluny (ou 1021) : L'Église institue la « paix de Dieu » pour restreindre les nombreuses guerres privées et protéger prêtres, pèlerins et paysans. En limitant l'activité guerrière à certaines époques et moments l'Église cherche à canaliser la violence guerrière des nobles, cause de nombre de désordres. La « trêve de Dieu » entre également dans ce cadre[16].
- Entrevue de Strasbourg ; le roi Rodolphe III de Bourgogne prête hommage à l'empereur Henri II et lui promet son héritage en l’absence de fils légitime, serment renouvelé à Mayence en 1018[17].